# Rižana (reka)
Rižana je okrog 14 km dolga reka v Slovenski Istri. Izvira pod kraškim robom pri cerkvi svete Marije v bližini naselja Hrastovlje, izliva pa se v Koprski zaliv na meji med občinama Koper in Ankaran zahodno od Sermina, prazgodovinske oz. zgodnjerimske naselbine (danes tankersko pristajališče v Luki Koper). Delno se izliva tudi v Škocjanski zatok. Povprečni letni pretok reke znaša 4,6 m3/s, s tem pa predstavlja najbolj vodnato reko v Koprskem primorju. Glede na količino padavin oz. letni čas se vodostaj močno spreminja, pri izviru, imenovanem Zvorček, je nihanje pretoka med 0,2 m3/s in 30 m3/s, rekordni pretok pa kar 112 m3/s. Površina porečja Rižane meri 202 km2 (od tega 120 km2 kraške površine). Reka ima skupno 12 desnih in 6 levih pritokov, največji so Hrastovski potok, potok Rakovec ter Martežin. Velika količina vode je odvzeta za potrebe pitne vode na koprskem območju (Rižanski vodovod).
V 19. stoletju je ob Rižani delovalo 30 mlinov.